# Ariane Hingst
Ariane Hingst est une ancienne joueuse de football allemande née le 25 juillet 1979 à Berlin. L'ancienne internationale aux 174 sélections jouait au poste de milieu de terrain défensif. Elle est actuellement entraîneuse adjointe de l'équipe nationale allemande U19 et U20. 
Avec son équipe nationale, elle est sacrée championne du monde en 2003 et 2007, et championne d'Europe en 1997, 2001, 2005 et 2009. Également avec la Nationalelf elle décroche la médaille de bronze des tournois olympiques de Sydney (2000), d'Athènes (2004) et de Pékin (2008).

## Biographie
Elle compte 174 sélections pour 10 buts inscrits sous les couleurs de son pays.
En club, elle remporte notamment la Coupe féminine de l'UEFA (ancienne Ligue des champions féminine) en 2005 avec le 1.FFC Turbine Potsdam.
Après avoir essentiellement joué en Allemagne, elle finit sa carrière en Australie.
Elle prend sa retraite comme joueuse professionnelle en 2013. De 2016 à 2021, elle exerce comme entraîneuse adjointe du VfL Wolfsburg. 
Depuis 2021, elle est l'entraîneuse adjointe de l'équipe nationale féminine allemande U19 et U20. Elle fait également régulièrement du commentaire sportif. Elle commente notamment la Coupe du monde au Qatar en 2022 pour la chaîne Welt.
Elle est officiellement intégrée dans le "German Football Hall of Fame" en 2022.
Elle est cofondatrice et actionnaire de la section féminine du FC Viktoria 1889 Berlin, lancée en 2022. Le projet prévoit de faire remonter le club en Frauen Bundesliga d'ici cinq ans.

## Carrière
- 1997-2007 : 1.FFC Turbine Potsdam  Allemagne
- 2007-2008 : Djurgårdens IF  Suède
- 2009-2011 : 1. FFC Francfort  Allemagne
- 2011-2012 : Newcastle United Jets FC  Australie
- 2012 : Canberra United Football Club  Australie

## Palmarès

### En équipe nationale
- Championne du monde : 2003 et 2007.
- Championne d'Europe : 1997, 2001, 2005 et 2009.
- Médaille de Bronze aux Jeux olympiques de Sydney en 2000, aux Jeux olympiques d'Athènes en 2004 et aux Jeux olympiques de Pékin en 2008

### En club
- Vainqueur de la Coupe féminine de l'UEFA en 2005 avec le 1.FFC Turbine Potsdam
- Championne d'Allemagne en 2004 et en 2006 avec le 1. FFC Turbine Potsdam
- Vainqueur de la Coupe d'Allemagne féminine en 2004, 2005 et 2006 avec le 1. FFC Turbine Potsdam et en 2011 avec le 1. FFC Francfort